# Marché-Allouarde

Marché-Allouarde este o comună în departamentul Somme, Franța. În 1 ianuarie 2022 avea o populație de 50 de locuitori.